# غروسير ينغيلورن
غروسير ينغيلورن (بالإنجليزية: Grosses Engelhorn)‏ هو أحد جبال سلسلة جبال الألب البرنية وجزء من القمة الأم غستيلورن يقع في كانتون برن، سويسرا. يبلغ ارتفاع الجبل حوالي 2782 متر، بينما يبلغ ارتفاع نتوء الجبل 92 متر.